# Fanny Crosby

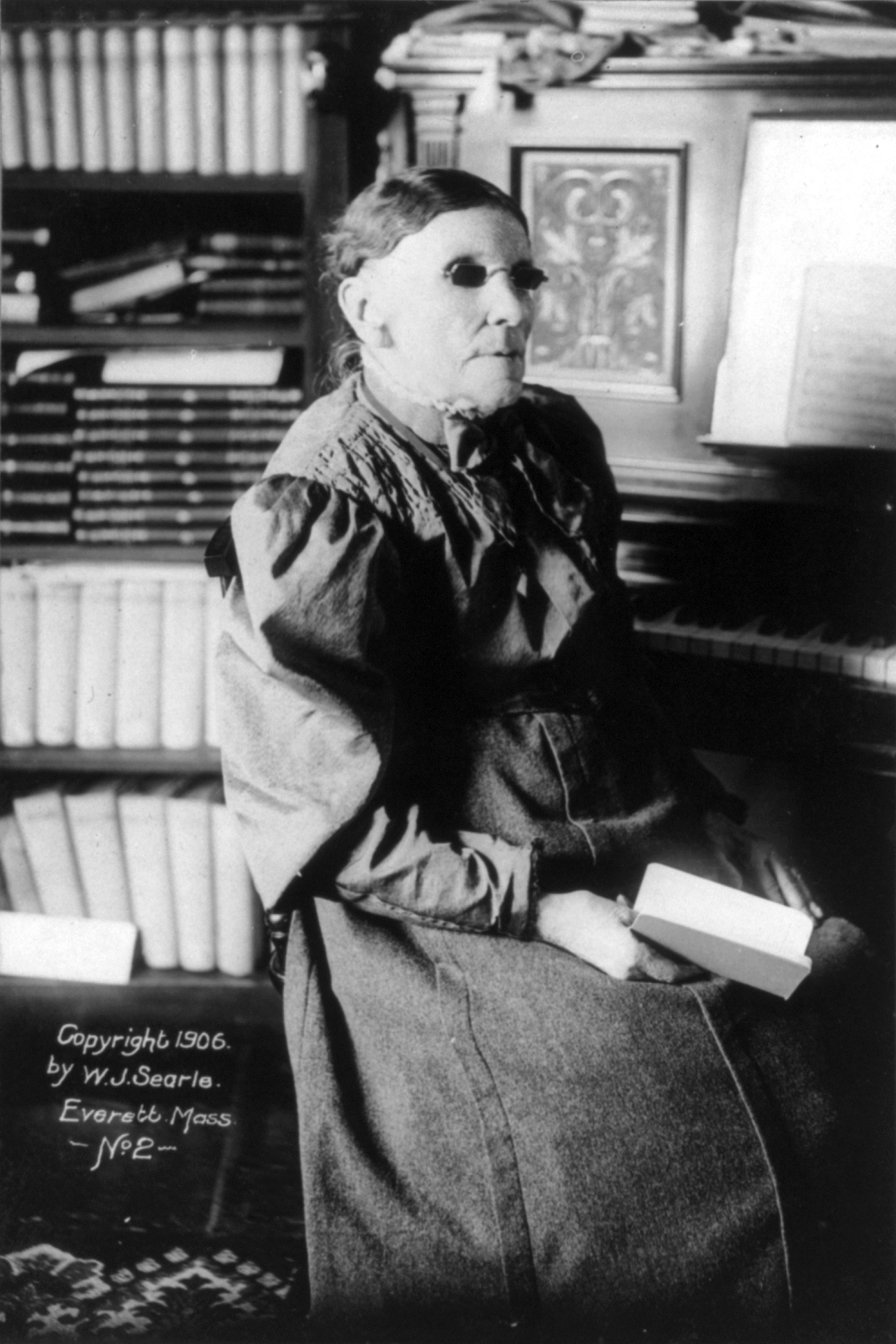
Fanny Crosby w późniejszym wieku

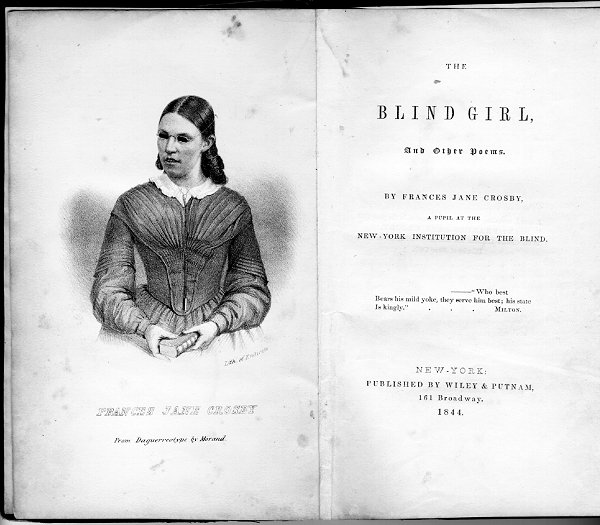
Strona tytułowa tomiku "The Blind Girl, and Other Poems"

Fanny Crosby (ur. 1820, zm. 1915) – poetka amerykańska.

## Życiorys
Frances Jane Crosby urodziła się 24 marca 1820 w miejscowości Brewster w stanie Nowy Jork w ubogiej rodzinie. Jej rodzicami byli John i Mercy Crosby. Była osobą niewidomą. Niepełnosprawność nabyta w wieku 6 miesięcy była wynikiem znachorskiej próby leczenia choroby oczu. Fanny, mając zaledwie 8 lat, napisała o niej wiersz:
Oh what a happy soul I am,
Although I cannot see;
I am resolved that in this world
Contented I will be.
How many blessings I enjoy,
That other people don't;
To weep and sigh because I'm blind,
I cannot, and I won't.
Winny nieszczęścia oszust w obawie przed karą zniknął. Ojciec poetki zmarł, gdy miała zaledwie rok. Była wychowywana przez babcię. W wieku 15 lat zaczęła naukę w The New York Institute for the Blind. W 1858 poślubiła absolwenta tej instytucji, Alexandra van Alstine, który był muzykiem, znanym kościelnym organistą i kompozytorem. Pracowała w niej jako nauczycielka. Uczyła gramatyki, retoryki, historii Rzymu i Stanów Zjednoczonych. Przez całe życie była żarliwą metodystką. Swoją twórczością literacką służyła swojej społeczności religijnej. Zmarła w wieku 94 lat 12 lutego 1915 w Bridgeport w stanie Connecticut. 

## Twórczość
W pracy literackiej Fanny Crosby posługiwała się licznymi pseudonimami. Głównym powodem ich stosowania był fakt, że w oficjalnych śpiewnikach kościelnych jej hymny stanowiły przeważającą większość, a autorka przez skromność nie chciała wysuwać się na plan pierwszy. Pisała przede wszystkim hymny religijne. Jest autorką ponad 8000 utworów. Napisała między innymi pieśń Jak błogo wiedzieć. Wydała między innymi tomik The Blind Girl, and Other Poems (1844).